# Rodrigo Aguilar Martínez
Rodrigo Aguilar Martínez (* 5. März 1952 in Valle de Santiago) ist ein mexikanischer Geistlicher und römisch-katholischer Bischof von San Cristóbal de Las Casas.

## Leben
Rodrigo Aguilar Martínez empfing am 25. Juli 1975 die Priesterweihe. Er studierte Pädagogik an der Päpstlichen Universität der Salesianer und wirkte von 1979 bis 1984 als Professor des Priesterseminars im Erzbistum Morelia. Ab 1988 war Aguilar dort als Spiritual tätig, zunächst für die neu eingeschriebenen Seminaristen, ab 1992 im Studienfach Philosophie.
Papst Johannes Paul II. ernannte ihn am 28. Mai 1997 zum ersten Bischof des mit gleichem Datum errichteten Bistums Matehuala. Die Bischofsweihe spendete ihm der Apostolische Nuntius in Mexiko, Erzbischof Justo Mullor García, am 31. Juli desselben Jahres; Mitkonsekratoren waren der spätere Kardinal Alberto Suárez Inda, Erzbischof von Morelia, und Arturo Antonio Szymanski Ramírez, Erzbischof von San Luis Potosí. In der Mexikanischen Bischofskonferenz gehörte er von 1997 bis 2000 der Kommission für Seminare und Berufungen an, anschließend war er bis 2006 Mitglied der Kommission für Familienpastoral.
Papst Benedikt XVI. ernannte ihn am 28. Januar 2006 zum Bischof von Tehuacán. Von 2006 bis 2009 war er Präsident der Kommission für Familie, Jugend und Laien in der mexikanischen Bischofskonferenz. Die Leitung dieser Kommission übernahm Aguilar erneut in der Amtsperiode von 2015 bis 2018.
Am 3. November 2017 ernannte ihn Papst Franziskus zum Bischof von San Cristóbal de Las Casas. Die Amtseinführung fand am 1. Januar des folgenden Jahres statt.